# Oroperipatus peruanus
Oroperipatus peruanus är en klomaskart som först beskrevs av Grube 1876.  Oroperipatus peruanus ingår i släktet Oroperipatus och familjen Peripatidae. Inga underarter finns listade i Catalogue of Life.